# Harold Barker
Harold Ross Barker, britanski veslač, * 12. april 1886, † 29. avgust 1937.
Barker je na Poletnih olimpijskih igrah 1908 v Londonu veslal v četvercu brez krmarja. Čoln je osvojil srebrno medaljo. 